# Megisba malaya
Megisba malaya är en fjärilsart som beskrevs av Thomas Horsfield 1828. Megisba malaya ingår i släktet Megisba och familjen juvelvingar. Inga underarter finns listade i Catalogue of Life.

## Bildgalleri

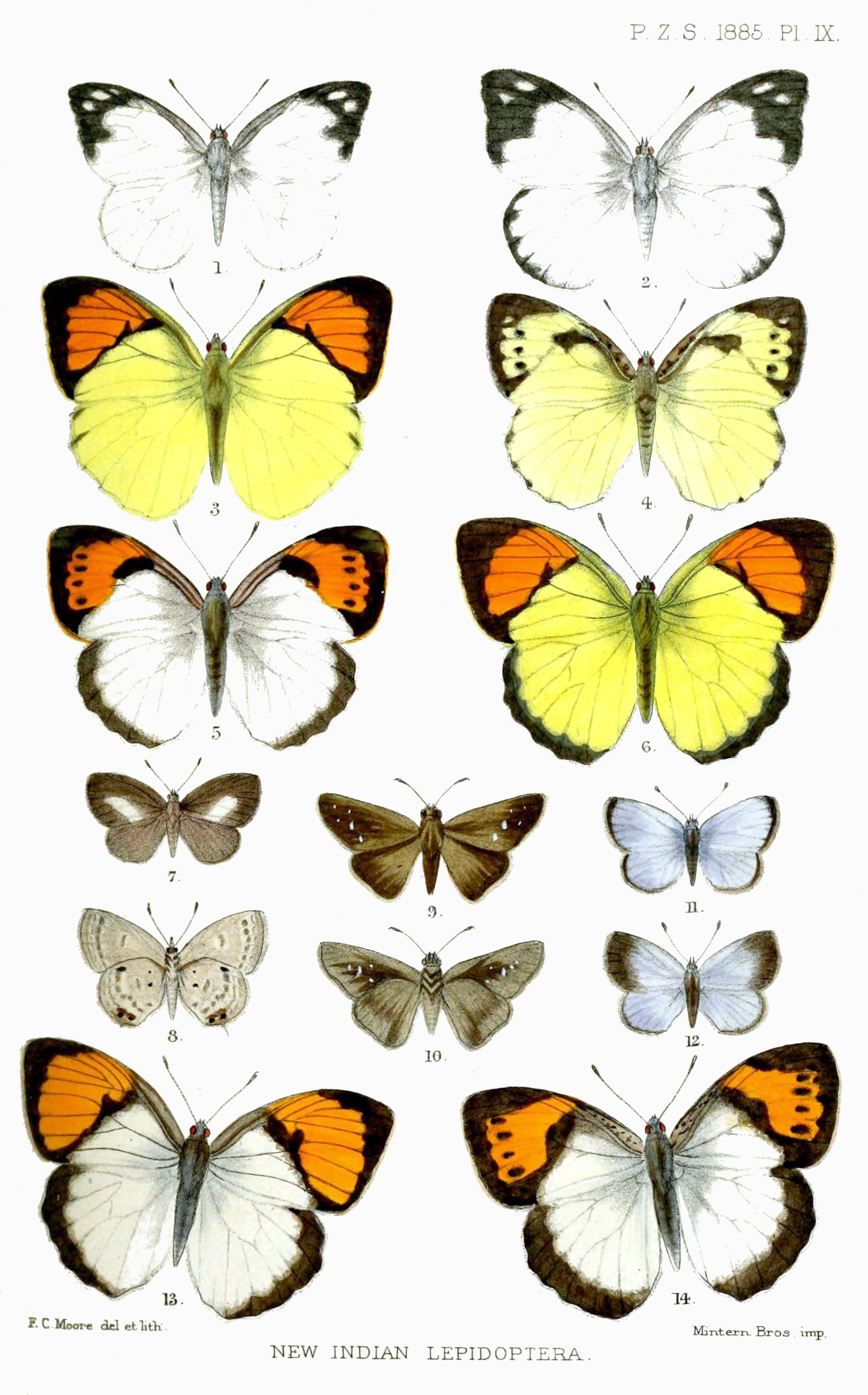
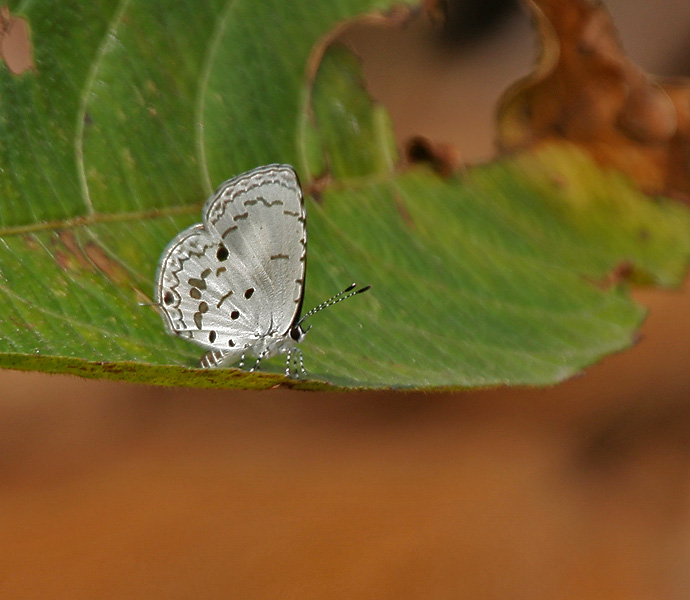
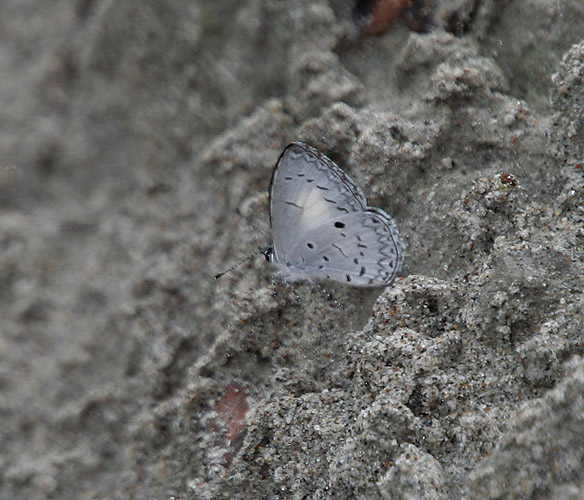
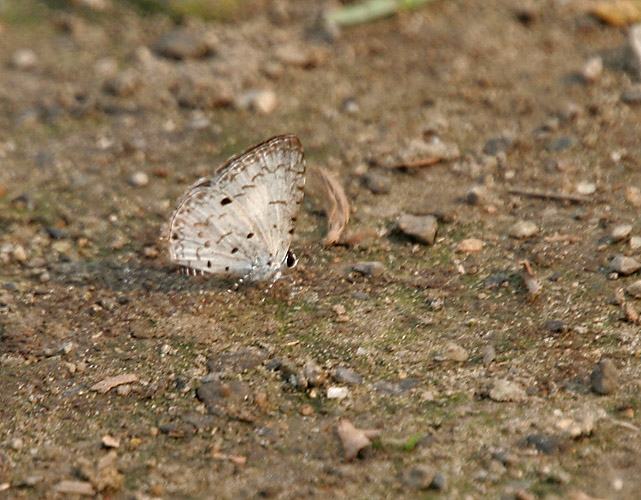
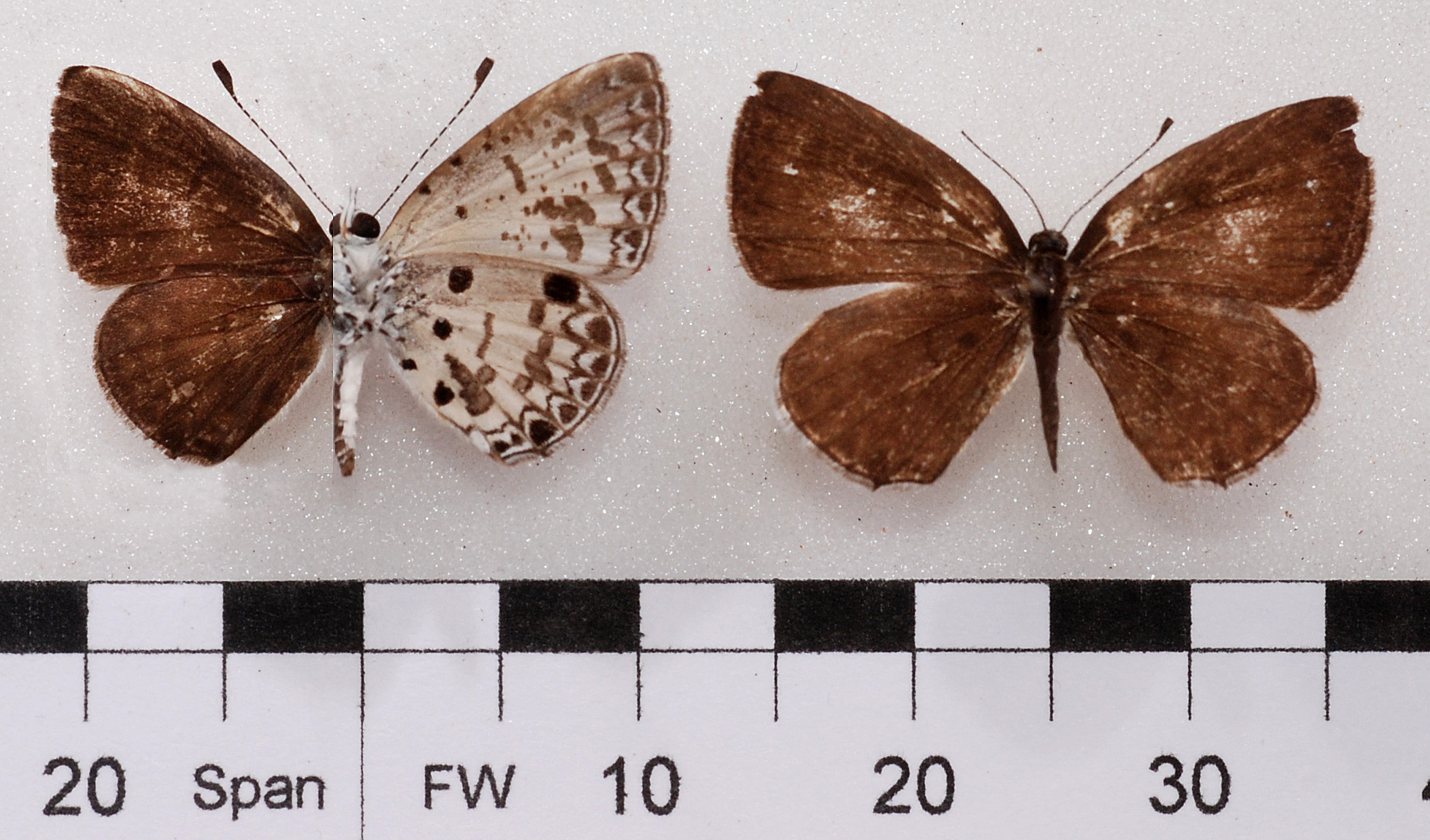
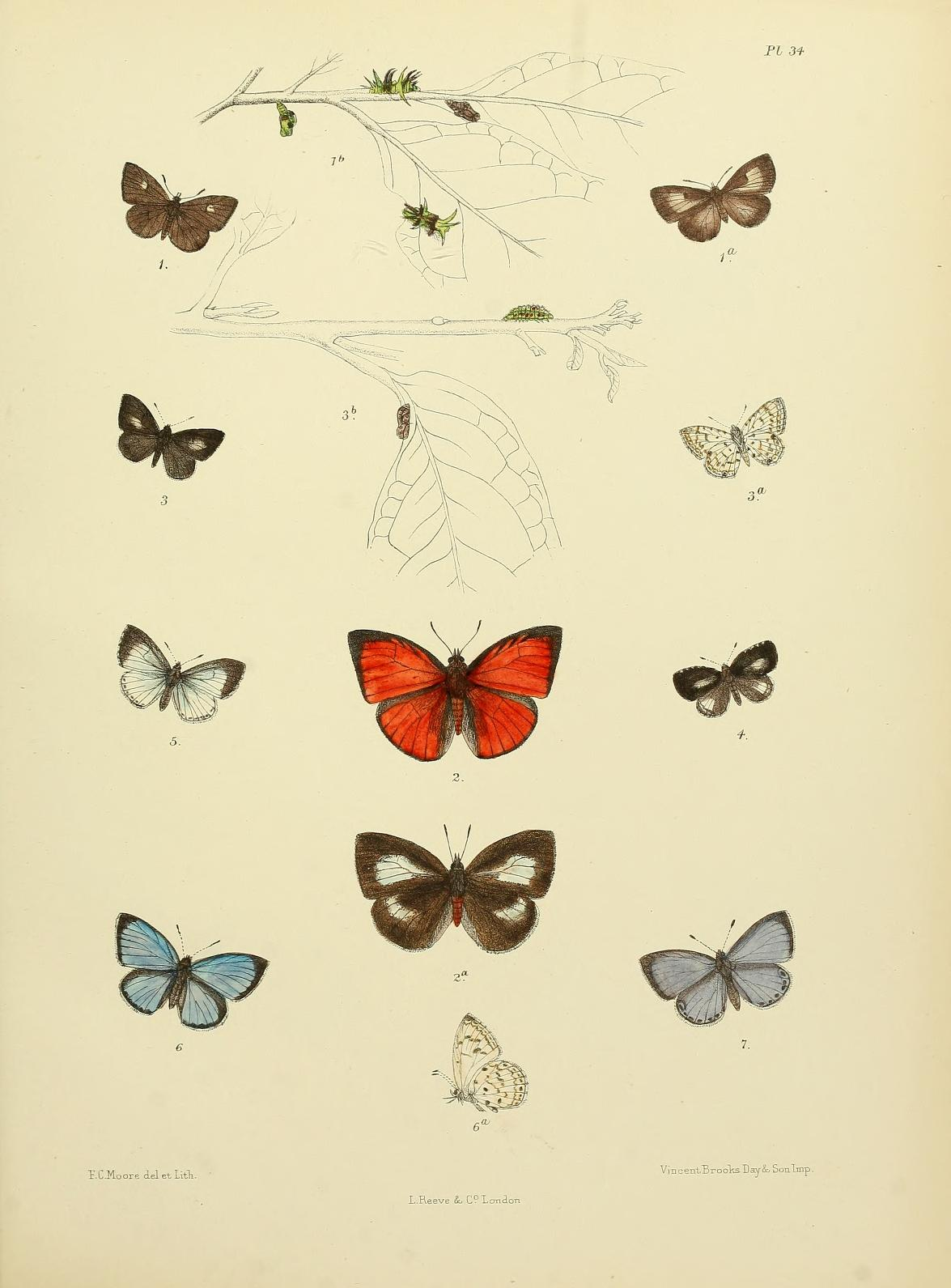